# Walisische Badmintonmeisterschaft 1975
Die Walisische Badmintonmeisterschaft 1975 fand in St. Athan statt. Es war die 23. Austragung der nationalen Titelkämpfe im Badminton in Wales.

## Titelträger
| Disziplin    | Sieger                      |
| ------------ | --------------------------- |
| Herreneinzel | Howard R. Jennings          |
| Dameneinzel  | Angela Dickson              |
| Herrendoppel | Brian Jones David Colmer    |
| Damendoppel  | Angela Dickson Betty Fisher |
| Mixed        | Brian Jones Sue Alfieri     |